# Szeplős zászlóshal
A szeplős zászlóshal (Zebrasoma xanthurum) a sugarasúszójú halak (Actinopterygii) osztályának sügéralakúak (Perciformes) rendjébe, ezen belül a doktorhalfélék (Acanthuridae) családjába tartozó faj.

## Előfordulása
A szeplős zászlóshal előfordulási területe az Indiai-óceán nyugati fele, egészen a Vörös-tengerig és a Perzsa-öbölig. Elterjedésének a keleti határát a Maldív-szigetek képezik.

## Megjelenése
Ez a halfaj általában 10 centiméter hosszú, de elérheti a 36,7 centiméteres hosszúságot is. A teste sötétkék vagy lilás színű, míg a farokúszója élénksárga.

## Életmódja
Trópusi, tengeri hal, amely a korallzátonyokon vagy a vízalatti szirteken él, akár 20 méteres mélységben is. A 24-28 Celsius-fokos vízhőmérsékletet kedveli. Rajokban úszik. A számos apró foga, a halbiológusok szerint arra utal, hogy a szeplős zászlóshal szálas algákkal táplálkozik.

## Felhasználása
Az akváriumok részére ipari mértékben halásszák; emellett sokszor mellékfogásként is bekerül a halászhálókba.

## Képek

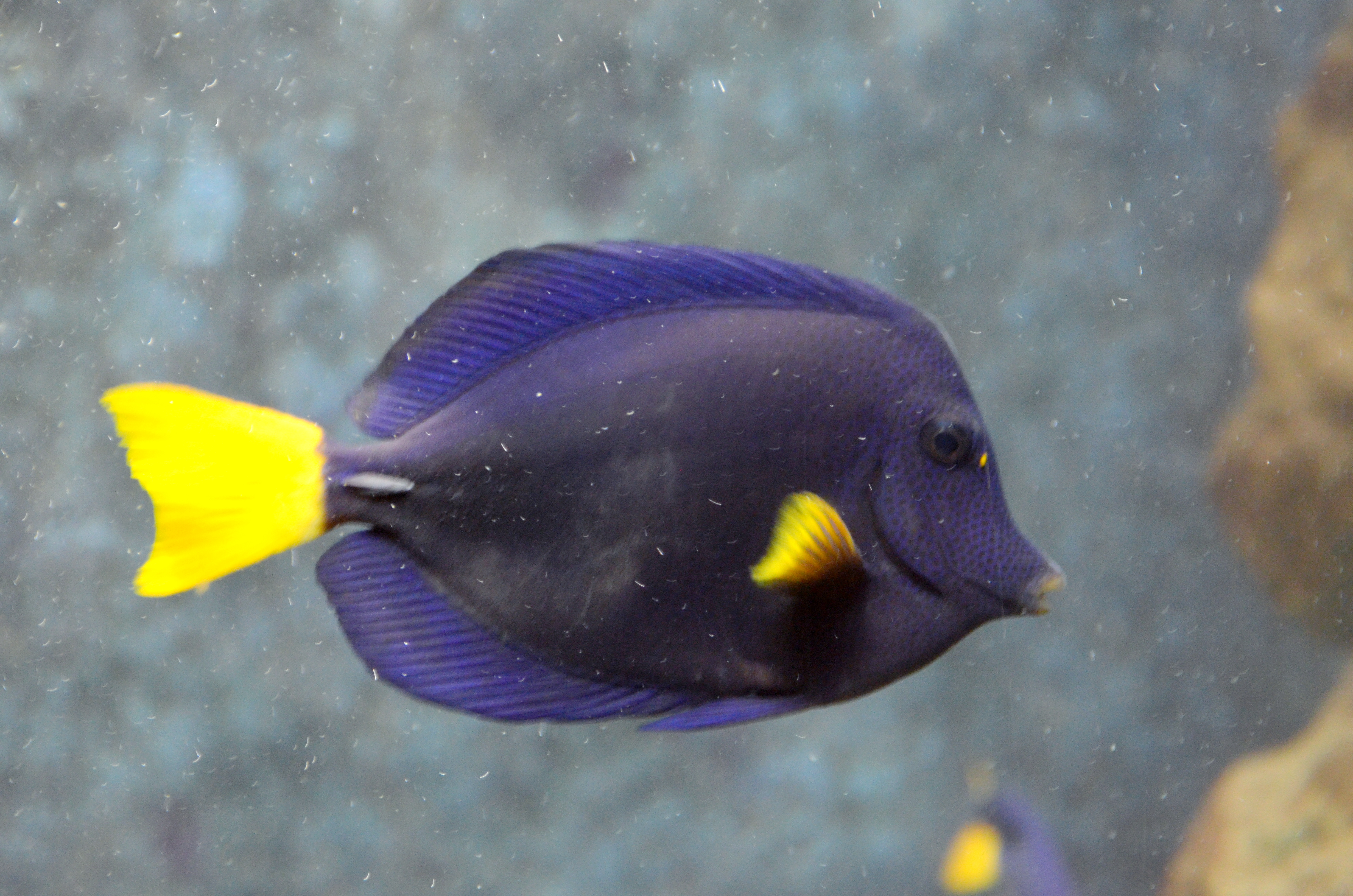
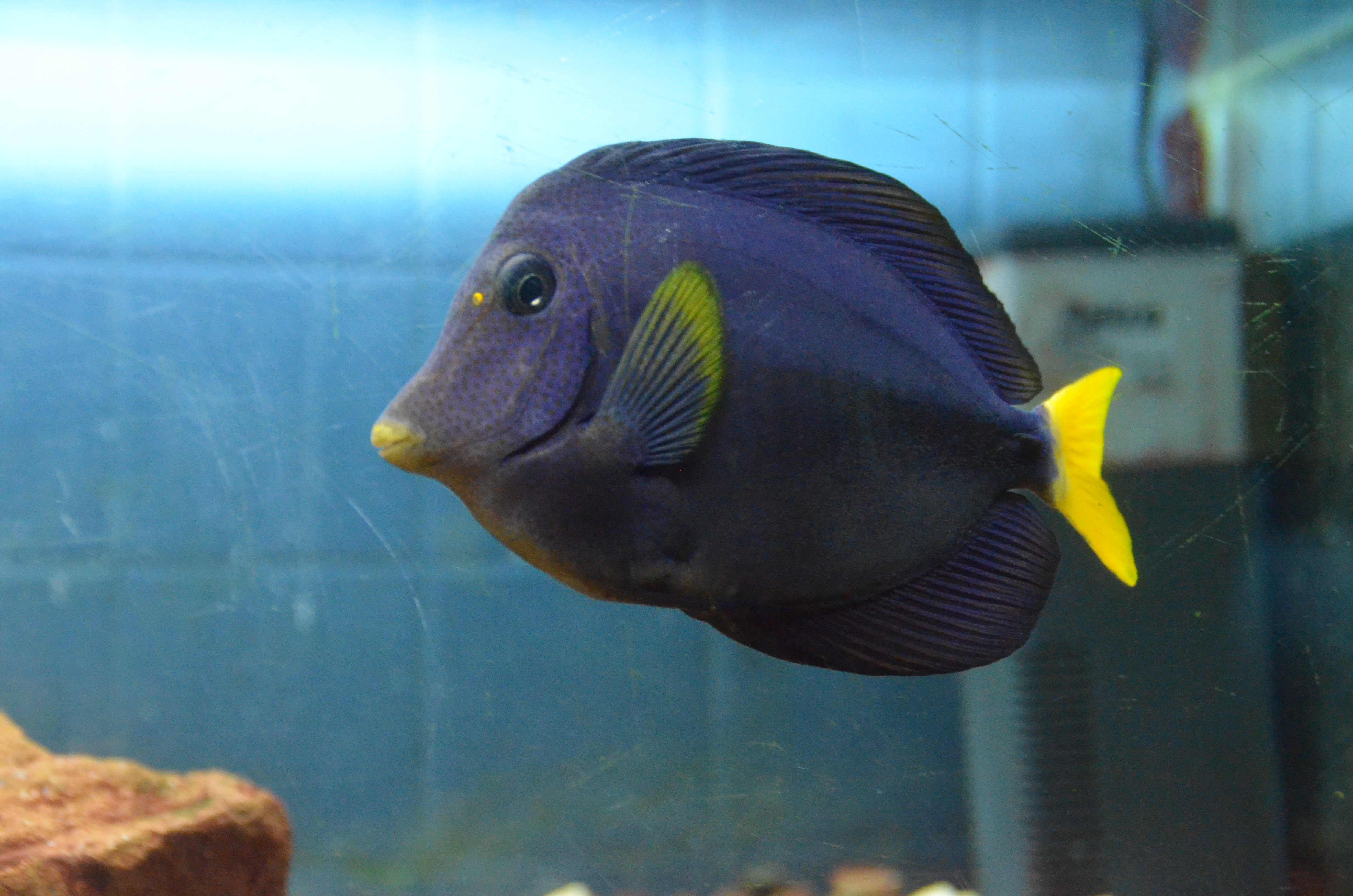
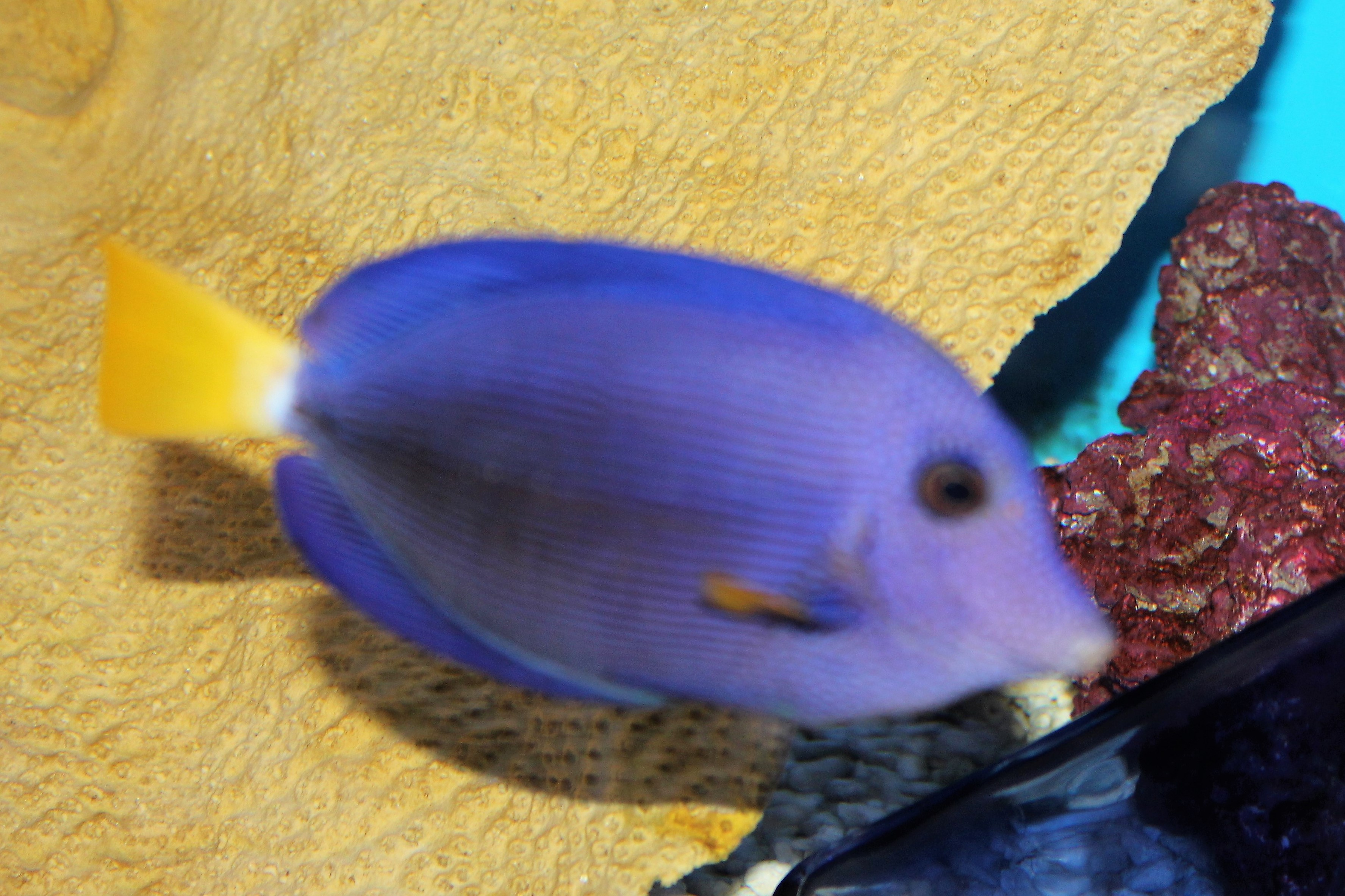
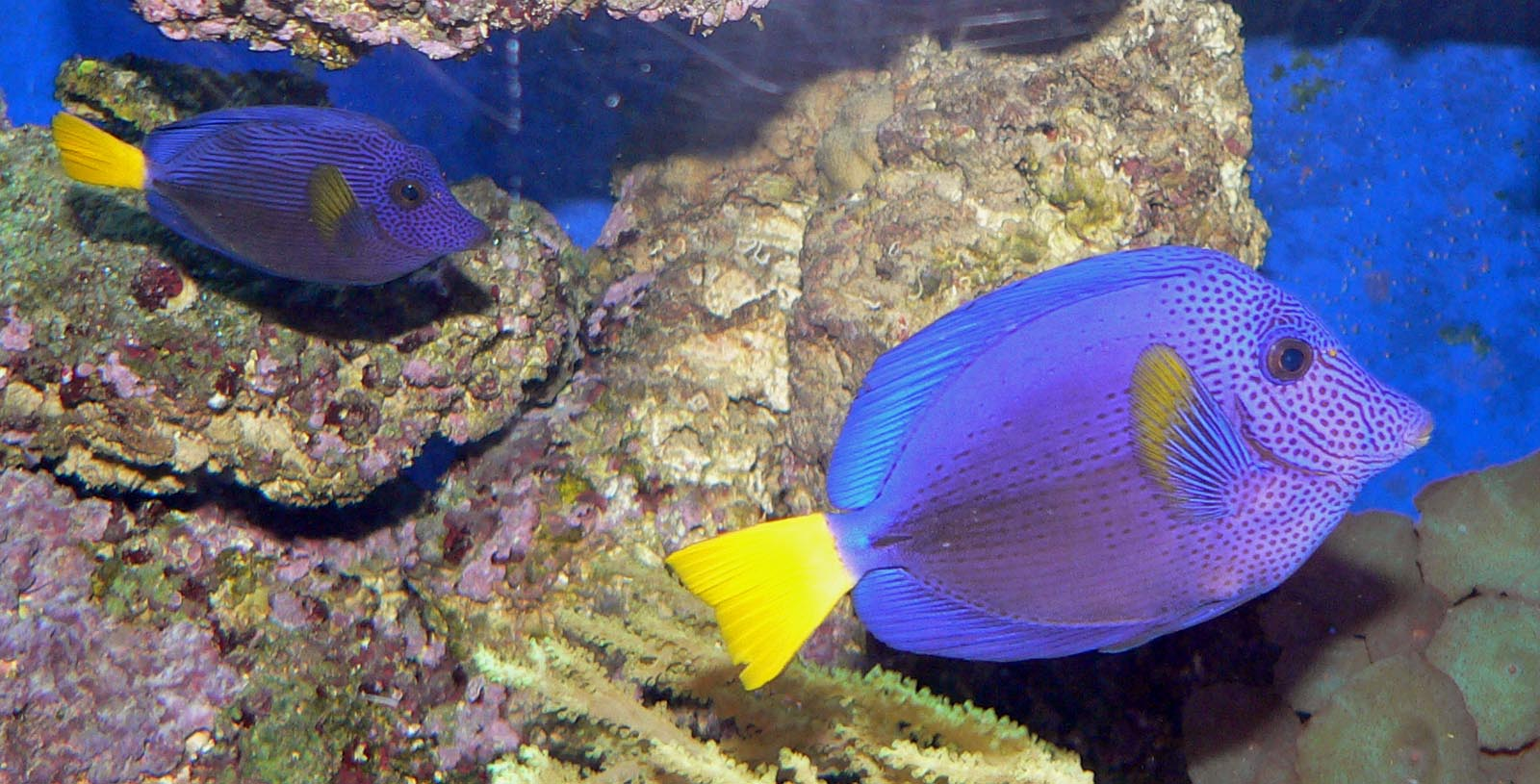
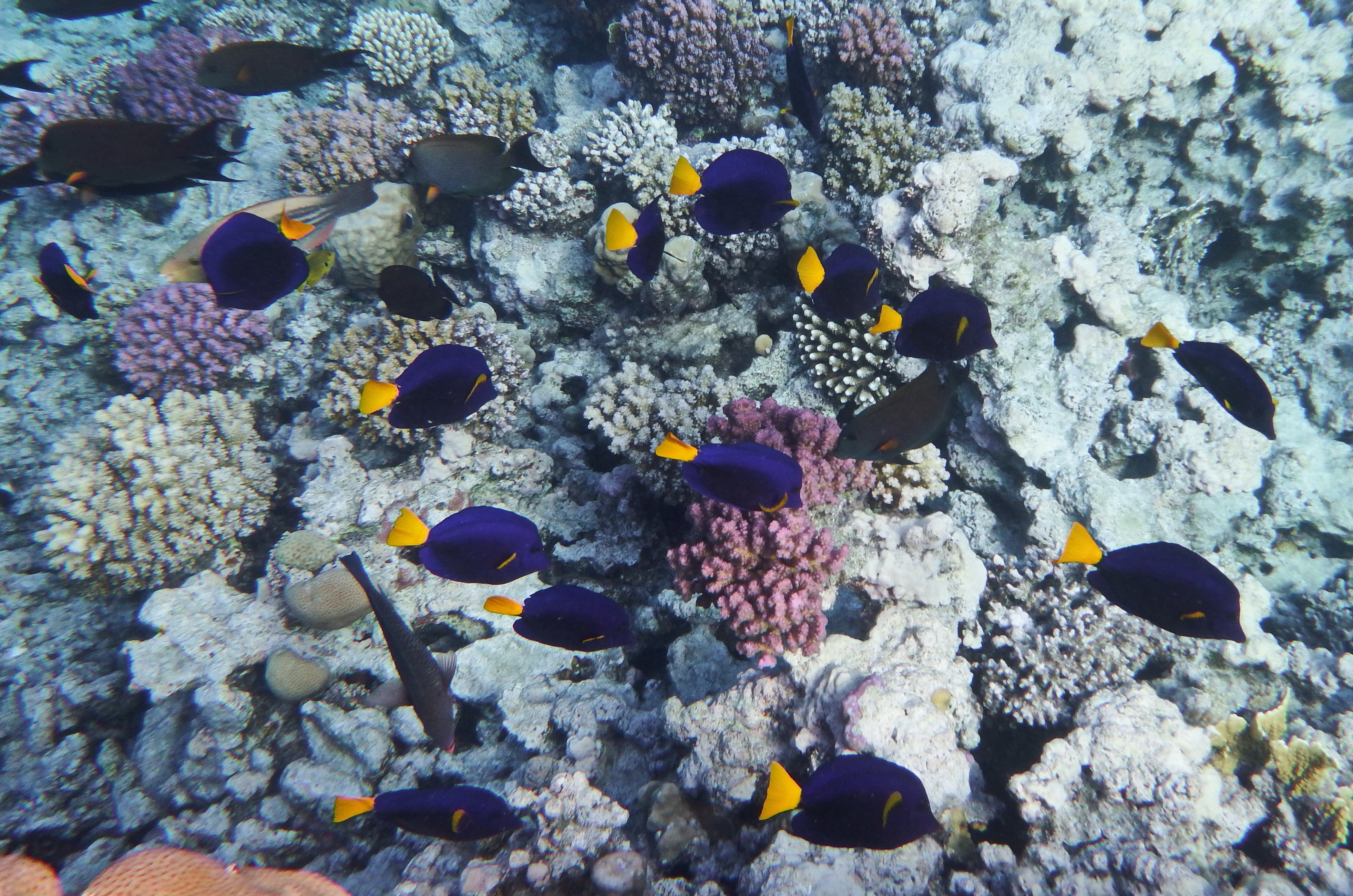